# Conta matemática

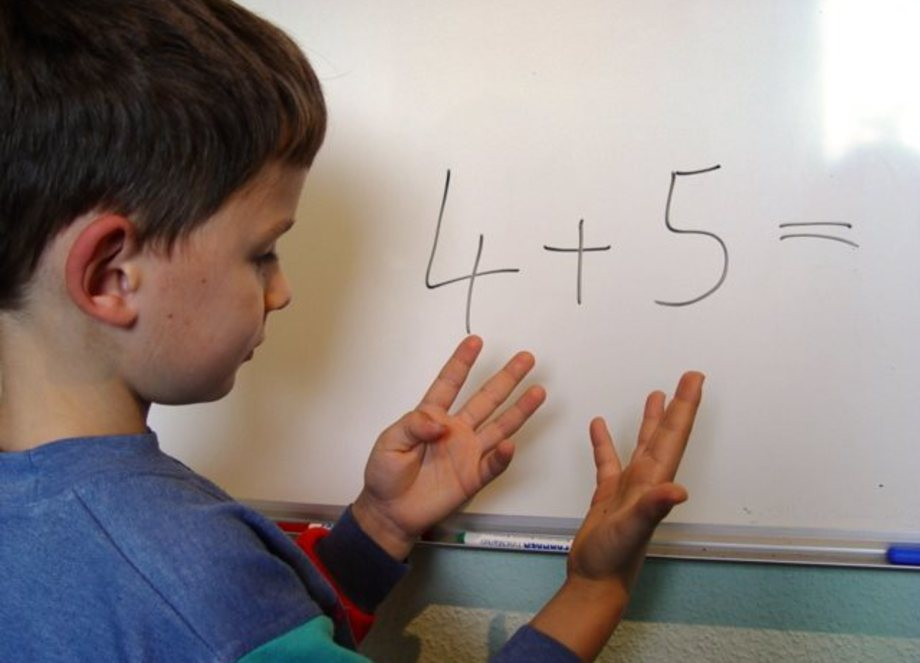
Uma criança resolvendo uma conta, contando com seus dedos.

Em matemática, uma conta é um processo que transforma uma ou mais entradas em uma ou mais saídas.